# Pick Up the Phone
Pick Up the Phone è un singolo dei rapper statunitensi Young Thug e Travis Scott, pubblicato il 3 giugno 2016 dalle etichette discografiche Grand Hustle Records, Epic Records, Atlantic Records e 300 Entertainment. Il brano presenta la collaborazione del componente dei Migos Quavo, che nella versione di Birds in the Trap Sing McKnight non è accreditata, e contiene delle parti vocali aggiuntive della cantautrice Starrah.

## Antefatti e controversie
Young Thug aveva inizialmente anticipato il singolo tramite uno snippet pubblicato sul suo profilo Instagram nel marzo 2016. Il brano originariamente avrebbe dovuto essere una collaborazione di Young Thug con la cantautrice Starrah, che cantava il ritornello al posto di Travis Scott, il quale aveva scritto il bridge del brano, che però è stato eseguito da Young Thug Dopo qualche mese Travis Scott iniziò ad eseguire il brano nei propri concerti, sostituendosi nel ritornello al posto di Starrah. In seguito Travis Scott iniziò ad affermare che il brano fosse suo e che avrebbe fatto da singolo per il suo secondo album in studio, Birds in the Trap Sing McKnight, senza però avvisare Young Thug del suo coinvolgimento nel brano. Si è riusciti a giungere un accordo tra le due parti quando il manager di Travis Scott Lyor Cohen, anche proprietario dell'etichetta di Young Thug, la 300 Entertainment, ha reso ufficiale che il brano sarebbe stato poi pubblicato come un singolo collaborativo tra i due rapper.

## Video musicale
La première del videoclip è avvenuta il 12 agosto 2016 al .wav party di Los Angeles, per poi essere pubblicato in seguito sul canale YouTube Vevo di Travis Scott.

## Tracce
Testi di Jacques Webster, Jeffery Williams, Quavious Marshall, Brittany Hazzard, musiche di Vinylz, Frank Dukes, Allen Ritter, Mike Dean.
1. Pick Up the Phone (feat. Quavo) – 4:12

## Successo commerciale
Il singolo debuttò alla posizione numero 90 della Billboard Hot 100 il 3 settembre 2016. In seguito salì di posizioni, fino a raggiungere il suo picco posizionandosi alla posizione numero 43. Il singolo è stato poi certificato come doppio disco di platino dalla RIAA nel maggio 2017.

## Classifiche
| Classifica (2016)           | Posizione massima |
| --------------------------- | ----------------- |
| Australia                   | 17                |
| Canada                      | 62                |
| Francia                     | 95                |
| Nuova Zelanda (Heatseekers) | 7                 |
| Stati Uniti                 | 43                |
| Stati Uniti (R&B/Hip-Hop)   | 12                |
| Stati Uniti (Rhythmic)      | 14                |